# S5級潜水艦
S5級潜水艦（S5級原子力潜水艦、英語: S5-class submarine）は現在開発中のインド海軍の弾道ミサイル原子力潜水艦のコードネーム。

## 概要
先行するアリハント級潜水艦の約2倍の重量になるもので、2022年の生産開始を目指している。 
S5クラスの潜水艦の排水量は約13,500メトリックトン (13,300ロングトン; 14,900ショートトン)となる予定である。この潜水艦は、最大で12または16発のK-6という潜水艦発射弾道ミサイルを搭載することが計画されており、それぞれが複数の独立して標的となる再突入ビークル（通称MIRV）が搭載されている。 

## 開発
インド政府は、アリハント級潜水艦の原子炉とペイロードに限界があることを認識した2006年に、コードネームS5と呼ばれる3隻の新型弾道ミサイル潜水艦クラスを設計・建造するインドの能力を評価した。これらの潜水艦は当初、2021年からの運用開始を予定していたが、その後延期された。この遅れを受けて、インド政府は2012年にアリハント級潜水艦の追加を承認し、生産ラインの停止を回避した。